# Oppidum de Vié-Cioutat
L'oppidum de Vié-Cioutat est un site archéologique situé sur les communes de Mons et partiellement de Monteils, dans le département du Gard (France). Le site a été fouillé à deux reprises, d'abord de manière succincte en 1952-1953, puis de manière plus approfondie entre 1966 et 1968 sous la conduite de Bernard Dedet.

## Localisation et environnement
L'oppidum est situé est situé à 9 kilomètres à l'est d'Alès sur les communes de Mons et de Monteils. Il occupe la partie nord d'un plateau calcaire. L'oppidum est situé dans un ensemble d'oppida : dans un environnement proche on compte l'oppidum d'Alès, ceux de Rousson et Vézénobres et le camp romain au dessus d'Euzet.

## Données archéologiques
Les fouilles de la fin des années 1960 ont démontré trois phases d'occupation de l'oppidum, la première au chalcolithique, la deuxième entre le VIe siècle av. J.-C. et le IVe siècle av. J.-C. et la troisième aux Ier et IIe siècles.

## Protection
L'oppidum est inscrit au titre des monuments historiques depuis le 3 mai 1982.